# Чистяков, Константин Константинович
Константин Константинович Чистяков (18.05.1900 — 22.03.1964) — советский военный деятель, генерал-майор танковых войск (постановление СНК СССР № 1542 от 03.11.1944).

## Начальная биография
Родился 18 мая (по ст.ст.) 1900 года в Москве. Окончил 3-классное училище (1912), высшее начальное училище (1917). Член ВКП(б) с 1919 (п/б № 00006454).
Образование. Окончил 1-е Московские пулемётные курсы (1921), Объединённую школу им. ВЦИК (1924), Военную академию механизации и моторизации РККА (1937).
Служба в армии. В РККА с 1 марта 1918 года.
Участие в войнах, военных конфликтах. Гражданская война. Великая Отечественная война. 13.07.1941 тяжело контужен. Советско-японская война.

## Военная служба
С 1 марта 1918 года — помощник командира взвода пулемётной команды при Московском Совете РКиКД (Москва). С августа 1918 года — командир пулвзвода 21-го Московского стрелкового полка (Москва).
С февраля 1919 года на излечении в 961-м полевом госпитале в Балашове.
С марта 1919 года — командир взвода пулемётной команды Московском Совете РК и КД. С октября 1919 года — командир пулвзвода 77-го стрелкового полка 9-й стрелковой дивизии (Южный фронт). С января 1920 года — командир пулемётного взвода 1-го отд. кавалерийского полка (Южный фронт). С февраля 1920 года — помощник начальника пулемётной команды 77-го стрелкового полка (Южный фронт).
С мая 1920 по март 1921 года — курсант 1-х Московских пулемётных курсов РККА (Кремлевка).
С июня 1921 года — в распоряжении помглавкома по Сибири (г. Омск). С августа 1921 года — помощник начальник пулемётной команды 4-го кавалерийского полка Забайкальской кавалерийской дивизии (ст. Борзя). С марта 1922 года — помощник начальника пулемётной школы младшего командного состава учебно-кадрового дивизиона Дальневосточной республики (ст. Борзя). С июля 1922 года — помощник командира пулемётного эскадрона 2-го Ново-Заволжского красногусарского полка (Сретенск).
С июля 1923 по сентябрь 1924 года — курсант 1-й Советской объединённой военной школы РККА им. ВЦИК (Кремлевка).
С сентября 1924 года — командир взвода, с февраля 1925 года — командир эскадрона школы младшего командного состава 85-го Кубанского кавалерийского полка. С ноября 1925 года — начальник полковой школы 85-го кавалерийского полка (г. Никольск-Уссурийск). С ноября 1927 года — начальник школы отдельного кавдивизиона (г. Кяхта, Сибирский военный округ). С ноября 1930 года — начальник школы, с ноября 1931 года — врид начальника штаба, с июля 1932 года — начальник школы 73-го кавалерийского полка 8-й кавалерийской дивизии.
С февраля 1933 по март 1938 года — слушатель Военной академии механизации и моторизации РККА.
Приказом НКО № 685 от 03.1938 года назначен командиром 7-й мотоброневой бригады (57-й особый стрелковый округ, Забайкальский военный округ).
Приказом НКО № 0439 от 10.1939 года откомандирован в распоряжение Комитета обороны при СНК СССР с оставлением в кадрах РККА в счёт «1000». С октября 1939 года — начальник отделения секретариата Комитета обороны.

### Великая Отечественная война
С июня 1941 года — помощник заведующего секретариатом управления делами Совета народных комиссаров СССР.
С августа 1941 года в действующей армии — в штабе Главкома Северо-Западного направления. С ноября 1941 года — старший помощник заведующего секретариатом управления делами СНК СССР. С февраля 1943 года — начальник группы управления делами Совета народных комиссаров СССР.

### После войны
Начальник группы управления делами СНК СССР. С 1953 года — зав. сектором отдела оборонной промышленности Управления делами Совета Министров СССР.
Приказом МО СССР № 02314 от 26.05.1955 года уволен в запас по ст. 59б (болезни) с правом ношения военной формы одежды. Умер 22 марта 1964 года. Похоронен на Новодевичьем кладбище.

### Воинские звания
Капитан (Приказ НКО № 0137 от 13.01.1936), майор (Приказ НКО № 3991/п от 22.12.1937), полковник (Приказ НКО № 686/п от 00.03.1938), генерал-майор т/в (Постановление СНК № 1542 от 03.11.1944).

## Награды
- Орден Ленина (21.02.1945)[3][2].
- два ордена Красного Знамени (03.11.1944, 06.11.1947)[4][2].

- Орден Красной Звезды (16.11.1943)[2].

- Медаль «XX лет РККА» (1938)

- Медаль «За оборону Москвы» (01.05.1944)[5][2].
- Медаль «За оборону Ленинграда» (22.12.1942)[6][2].
- Медаль «За победу над Германией в Великой Отечественной войне 1941—1945 гг.» (09.05.1945),
- Медаль «За победу над Японией»[2]

- Юбилейная медаль «30 лет Советской Армии и Флота» (1948)[2].
- Медаль «В память 800-летия Москвы» (1947)

## Память
- На могиле установлен надгробный памятник
- Его имя увековечено в Главном Храме Вооружённых сил России, и навсегда запечатлено на мемориале «Дорога памяти»[2]